# День кошки
День кошек (День кота) — неофициальный праздник в честь кошек, который отмечается по всему миру. В День кошки люди отдают дань благодарности этим животным за их заслуги, демонстрируют им своё почитание и любовь.

## Празднование Дня кошек
Международным Днём кошек является 8 августа. Его инициатором стал в 2002 году Международный фонд Animal Welfare. В некоторых странах этот праздник отмечается в другие дни:
- В России День кошек празднуют 1 марта. Кошки в России — один из символов весны, а март считается «кошачьим» месяцем. Этот праздник был организован Московским музеем кошки и редакцией журнала и газеты «Кот и пёс» в 2004 году.
- В США Днём кошки является 29 октября. По утверждению сайта Национального дня кошки[2], праздник отмечается с 2005 года при поддержке Американского общества по предотвращению жестокого обращения с животными[3][4].
- В Японии День кошки отмечается 22 февраля. Это связано с тем, что на японском языке мяуканье кошки передаётся как «нян-нян-нян». «Нян» также может означать «два», а «два-два-два» можно расценить как 22 февраля. В этот день в Токио проводится фестиваль дня кошек, где кошки выигрывают призы за самое уникальное поведение. Праздник проводится с 1987 года, когда его впервые организовал исполнительный комитет дня кошек совместно с организацией по производству кормов по результатам опроса[5].
- В Польше день кота празднуется 17 февраля. Участники праздника играют с шерстяными клубками и в кульминации все оказываются обмотанными разноцветными нитками[6].
- В Италии 17 ноября празднуется День чёрного кота. В средние века чёрные коты истреблялись инквизицией, так как их считали помощниками дьявола[6]. Сейчас итальянцы стараются загладить вину перед ними и напомнить всем, что кошки друзья людей и ни в чём не виноваты.